# Leena Peisa

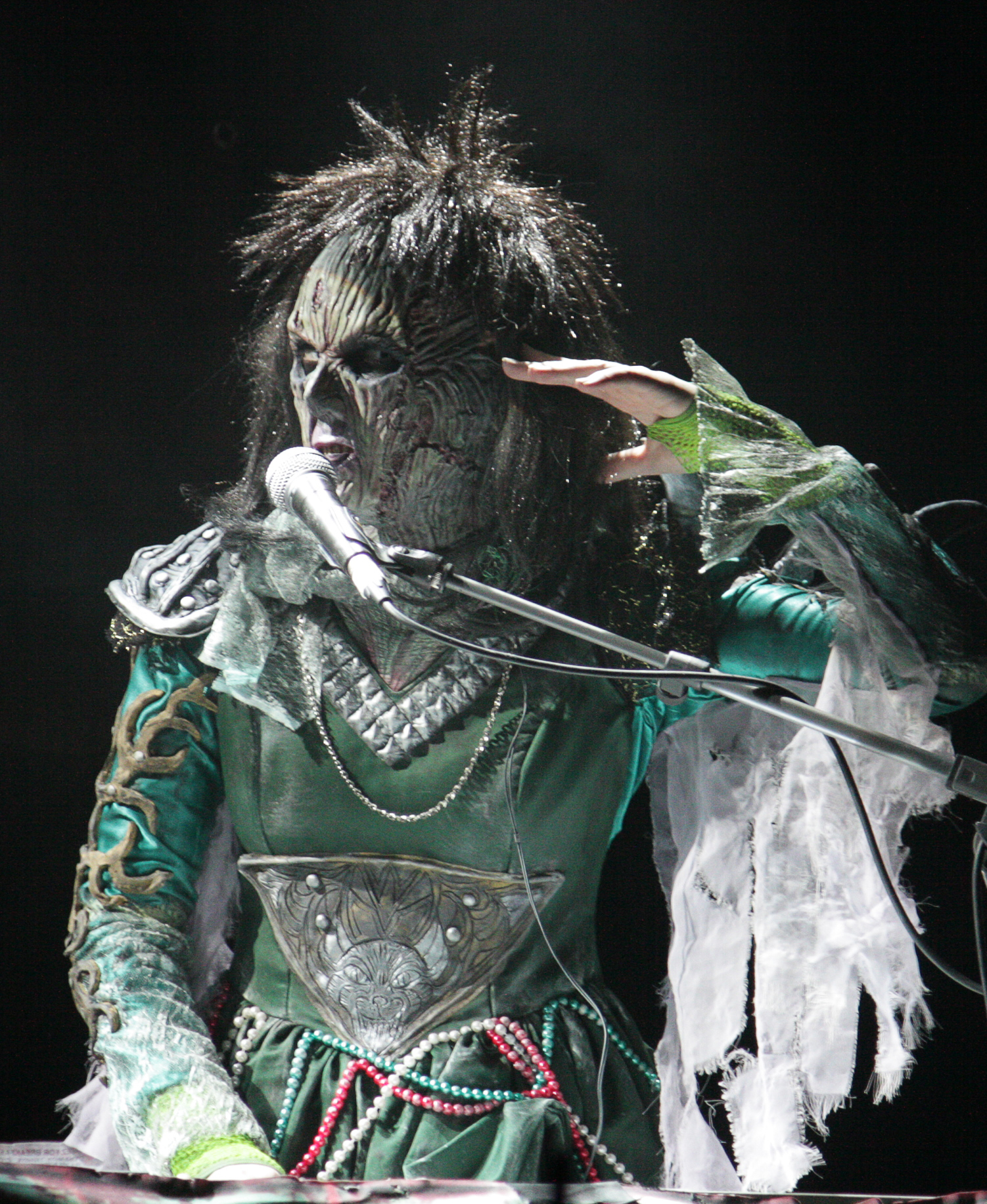
Awa bei einem Konzert (2010)

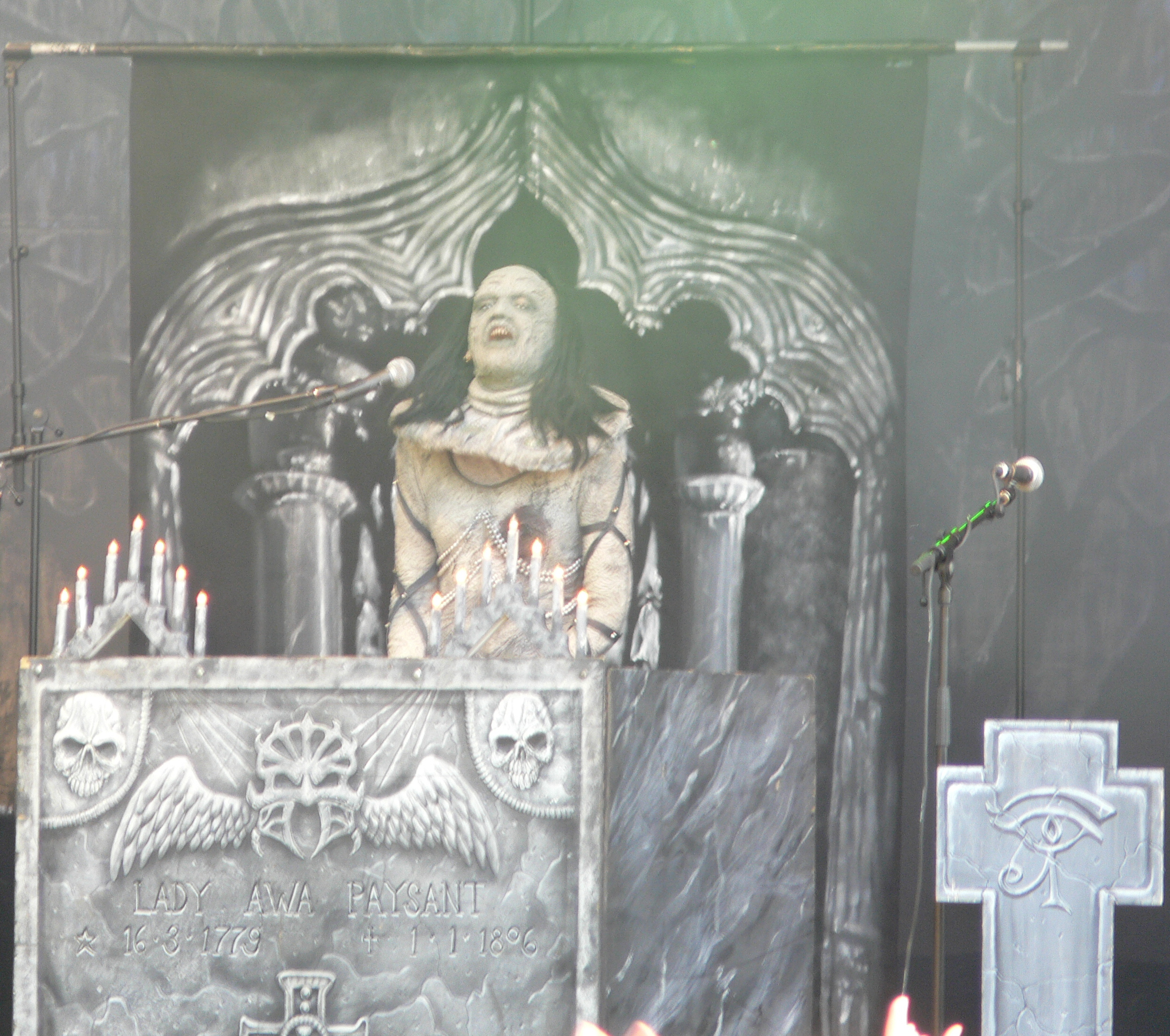
Awa in ihrer Inszenierung als Vampirgräfin (2006)

Leena Maria Peisa, (geb. 16. März 1979 in Vantaa), bekannt unter ihrem Künstlernamen Awa, ist eine finnische Keyboarderin und Metal-Sängerin. Ihren größten Erfolg hatte sie als Bandmitglied von Lordi, die 2006 den Eurovision Song Contest gewannen.

## Biographie
Leena Maria Peisa wurde 1979 im südfinnischen Vantaa geboren. Als Jugendliche lebte sie in Porvoo. Mit sechs Jahren begann sie mit dem Klavierspiel. Als Teenager stieg sie auf den Synthesizer um. 1994 schloss sie sich ihrer ersten Band, den Punaiset Messiaat, an und gab sich den Künstlernamen „Lende Mielihyvä“ [Fliegende Freude]. Nachdem sich Punaiset Messiaat 1998 aufgelöst hatte, konzentrierte sich Peisa auf ihre Ausbildung und studierte Sozialwissenschaften an der Universität Helsinki.
2003 wurde sie Mitglied der Esperantoband Dolchamar, 2005 fragte der Schlagzeuger der Metalband Lordi, Kita, bei ihr an und sie wurde Nachfolgerin der Keyboarderin Erna Siikavirta. Bei Lordi schlüpfte sie in die Rolle der überirdischen Vampirgräfin Awa, wobei der Name von Be Aware abgeleitet war. Auf der Webpräsenz der Band gab sie an, dass sie noch viele andere Namen habe. Die Künstlerin trat immer aufwändig geschminkt und maskiert auf, angeblich dauerte es drei Stunden, bis das Bühnenoutfit vollendet war. 2012 wurde auf der Webpräsenz von Lordi gekannt gegeben, dass Peisa nach dem Konzert am 11. August 2012 aus der Band ausscheiden werde.

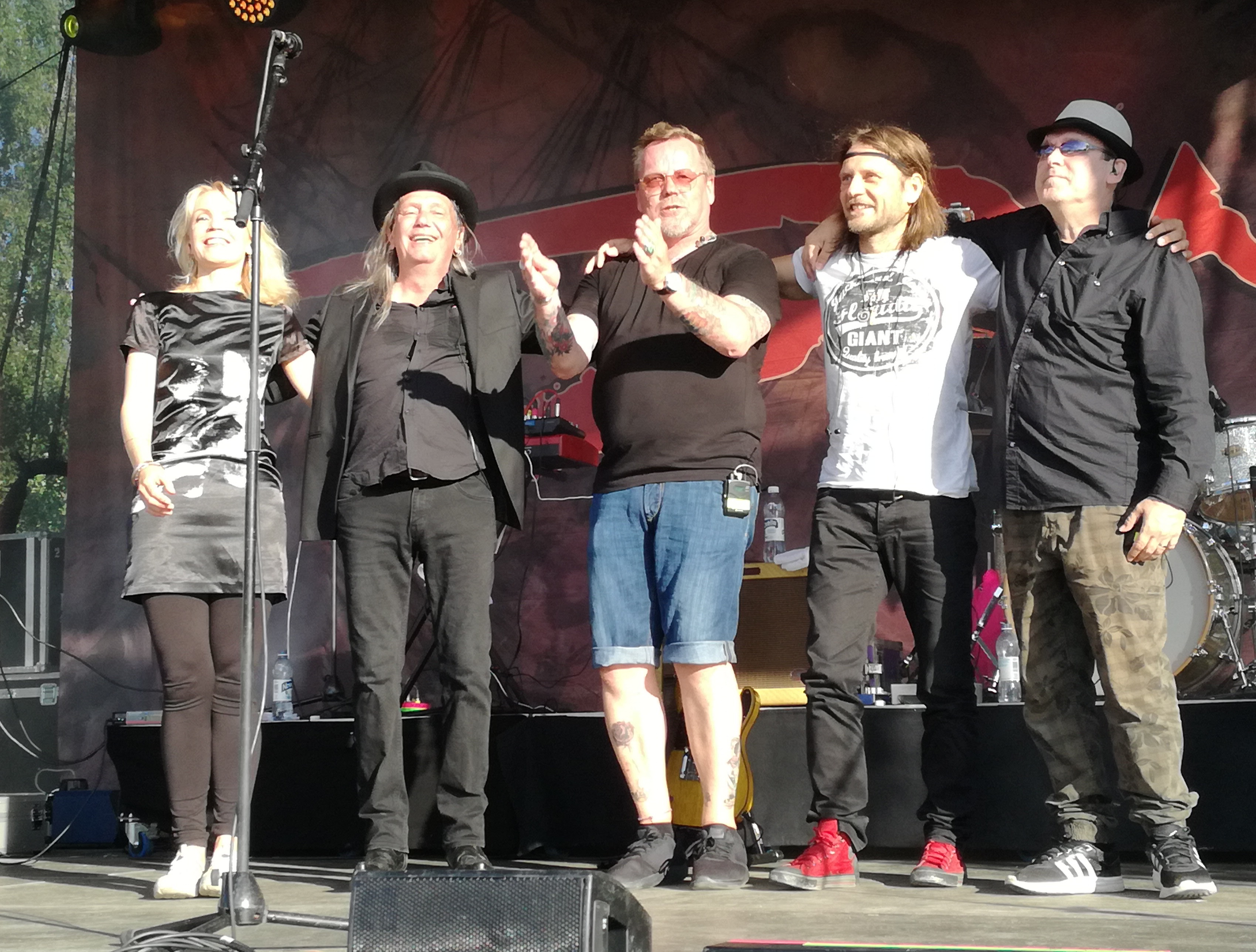
Leena Peisa als Mitglied von Dingo (2018)

Nach einem Zwischenspiel in der Band ihres Lordikollegen Kita „Sampsa Astala & Qma“ schloss sie sich im Februar 2018 der finnischen Rockband Dingo an, die von Pertti Neumann geleitet wird.

## Diskographie

### Punaiset Messiaat
- Punainen Iktivisto (1992)
- Back in Bu$ine$$ (1995)
- Punk on pop ('Punk Is Hip') (1996)
- Lemmentykki ('Cannon of Love') (1996)
- Tuu mun luo ('Come to Me') (1996)
- Älä osta; varasta ('Don't buy; steal') (1997)
- Hornan hovin häät ('A Wedding at the Abode of Evil Spirits') (1997)

### Dolchamar
- 2005: The Rebel Sound (Esperanto Rebela Sono)

### Lordi
- 2006: The Arockalypse
- 2008: Deadache
- 2010: Babez for Breakfast

### Dingo
- 2018: Tähtenä taivaalla